# Suctobelbella womersleyi
Suctobelbella womersleyi är en kvalsterart som först beskrevs av Balogh 1968.  Suctobelbella womersleyi ingår i släktet Suctobelbella och familjen Suctobelbidae. Inga underarter finns listade i Catalogue of Life.